# Pennatula phosphorea
Espèce
Statut de conservation UICN

VUMéditerranée A2ab+4ab : Vulnérable
Pennatula phosphorea est une espèce de cnidaires, une pennatule de la famille des Pennatulidae.

## Répartition
Cette espèce vit dans les océans Atlantique (nord et sud) et Pacifique, et en Méditerranée,.

## Mesures de gestion
Cette espèce est vulnérable en Méditerranée.
Les fonds à pennatules sont identifiés dans le cadre de plusieurs recherches internationales :
- Pennatula phosphorea est, avec Funiculina quadrangularis et Virgularia mirabilis, une des espèces déterminante de l'habitat OSPAR « colonies de pennatules et mégafaune fouisseuse »[6].
- Les fonds à pennatules sont également identifiés dans le plan d'action pour les habitats obscurs[7] défini dans le cadre Plan d’Action pour la Méditerranée du Programme des Nations Unies pour l’environnement.
- La commission générale des pêches pour la Méditerranée considère également les champs de pennatulaires comme un Habitat Marin Essentiel (EMH) important pour la productivité des pêches[8].